# Mingreliërs

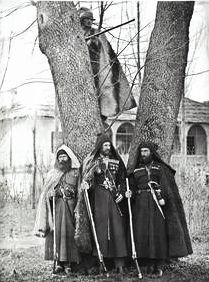
Een groep Mingreliërs aan het einde van de 19de eeuw

De Mingreliërs of Mingrelen (Mingreels: მარგალეფი, margalepi; Georgisch: მეგრელები: megrelebi) zijn een etnische Georgische subgroep, die woont in de gelijknamige westelijke Georgische historische regio Samegrelo en hebben hun eigen taal, het Mingreels. Ze wonen ook in grote aantallen in Abchazië en Tbilisi. Ongeveer 180.000-200.000 mensen van Mingreelse herkomst zijn verdreven uit Abchazië ten gevolge van het Georgisch-Abchazisch conflict in het begin van de jaren 90 en de daaruit voortvloeiende etnische zuivering van Georgiërs in diezelfde separatistische regio.
De meeste Mingreliërs zijn tweetalig, ze kennen Georgisch en hun eigen taal, het Mingreels, die samen met het Georgisch, Svanetisch en Lazisch tot de vier talen van de Zuid-Kaukasische of Kartveelse taalfamilie behoort.

## Geschiedenis
De Mingreliërs stammen af van verschillende Colchidische stammen die later onder de invloed van het Koninkrijk Iberië en etnische verwanten zouden komen.
In verscheidene volkstellingen van het Russische Rijk en ook het begin van de Sovjet-Unie werden de Mingreliërs net als de Svaneten als een aparte groep gerekend, maar later in de jaren dertig van de twintigste eeuw uiteindelijk tot de bredere categorie van de Georgiërs ingedeeld. Momenteel hebben de meeste Mingreliërs zich gekenmerkt als "Georgiër" en hebben vele karakteristieke kenmerken van hun cultuur bewaard, zoals de Mingreelse taal, hoewel het aantal sprekers aan het dalen is.
De eerste president van het onafhankelijke Georgië, Zviad Gamsachoerdia, was een Mingreel. Daarom werd Samegrelo na de gewelddadige staatsgreep van 22 december 1991-6 januari 1992 het centrum van een burgeroorlog die eindigde met de nederlaag van Gamsachoerdia's aanhangers.
Een bekende Mingreliër was Lavrenti Beria, hoofd van de geheime dienst van de voormalige Sovjet-Unie en Eerste secretaris van de Georgische Communistische Partij van 14 november 1931 tot 31 augustus 1938.